# Palais Zuccari (Rome)
Pour les articles homonymes, voir Palais Zuccari.
Le palais Zuccari à Rome est une maison d'habitation étroite à l'angle des  Via Gregoriana et Via Sistina, voies qui amènent à la Piazza della Trinita dei Monti, près de l'église de la Trinité-des-Monts.

## Historique
L'édifice est construit à partir de 1591 pour le peintre Federico Zuccari, qui n'a pu voir son achèvement. Le portail d'accès au palais est un mascherone, un masque avec une énorme bouche ouverte. Le sous-sol a été orné de fresques de Zuccari lui-même. À sa mort, en 1609, il lègue le bâtiment aux artistes de l'Accademia di San Luca qu'il a fondée.
À partir de 1702 la reine de Pologne, Marie Casimire Louise de la Grange d'Arquien, y réside quelque temps et fait construire un arc en bois au-dessus de la Via Sistina, et Filippo Juvarra pour sa part fait ajouter un portique sur le côté avant. Par la suite, le Palais Zuccari est partagé en appartements et la plupart du temps loué à des étrangers et des artistes ; y ont habité entre autres Joshua Reynolds, Johann Joachim Winckelmann, et Jacques-Louis David. Un des propriétaires suivants, le consul général de Prusse Jakob Ludwig Salomon Bartholdy, fait décorer en 1815 une pièce d'angle avec des scènes représentant l'histoire de Joseph. Les fresques de Peter von Cornelius, Johann Friedrich Overbeck, Wilhelm von Schadow et Philipp Veit, vendues en 1867 par la famille Zuccari à la Alte Nationalgalerie de Berlin, sont considérées comme un chef-d'œuvre de l'art nazaréen.
Gabriele D'Annunzio en fait en 1888 la résidence du héros de son roman L'Enfant de volupté, le comte Andrea Sperelli.
En 1904 Henriette Hertz (1846-1913), collectionneuse d'art et fondatrice de l'actuelle Bibliotheca Hertziana, achète le bâtiment, qu'elle lègue en 1913 à la Kaiser-Wilhelm-Gesellschaft. En 1943, la bibliothèque et l'institut sont transférés à Merano, Hallein et Saalfelden ; en 1944 les forces alliées confisquent le palais. En 1953, l'Institut est remis à la société Max-Planck, redevenant « Bibliotheca Hertziana (Max-Planck-Institut) ». Le palais Zuccari fait aujourd'hui, avec le palais Stroganoff 1963 et le Villino Stroganoff, partie des bâtiments les plus importants de l'Institut.

## Vues

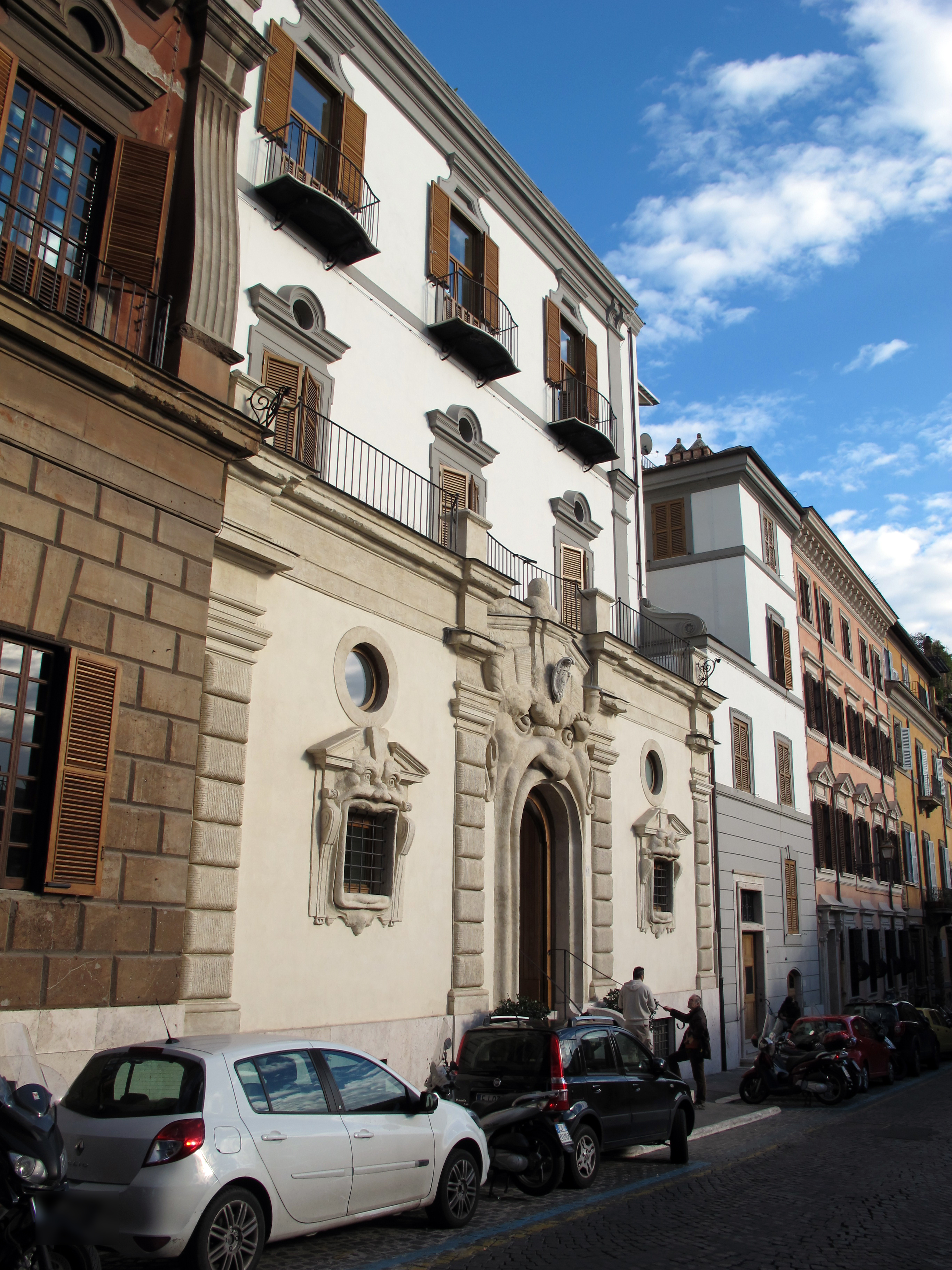
Façade principale
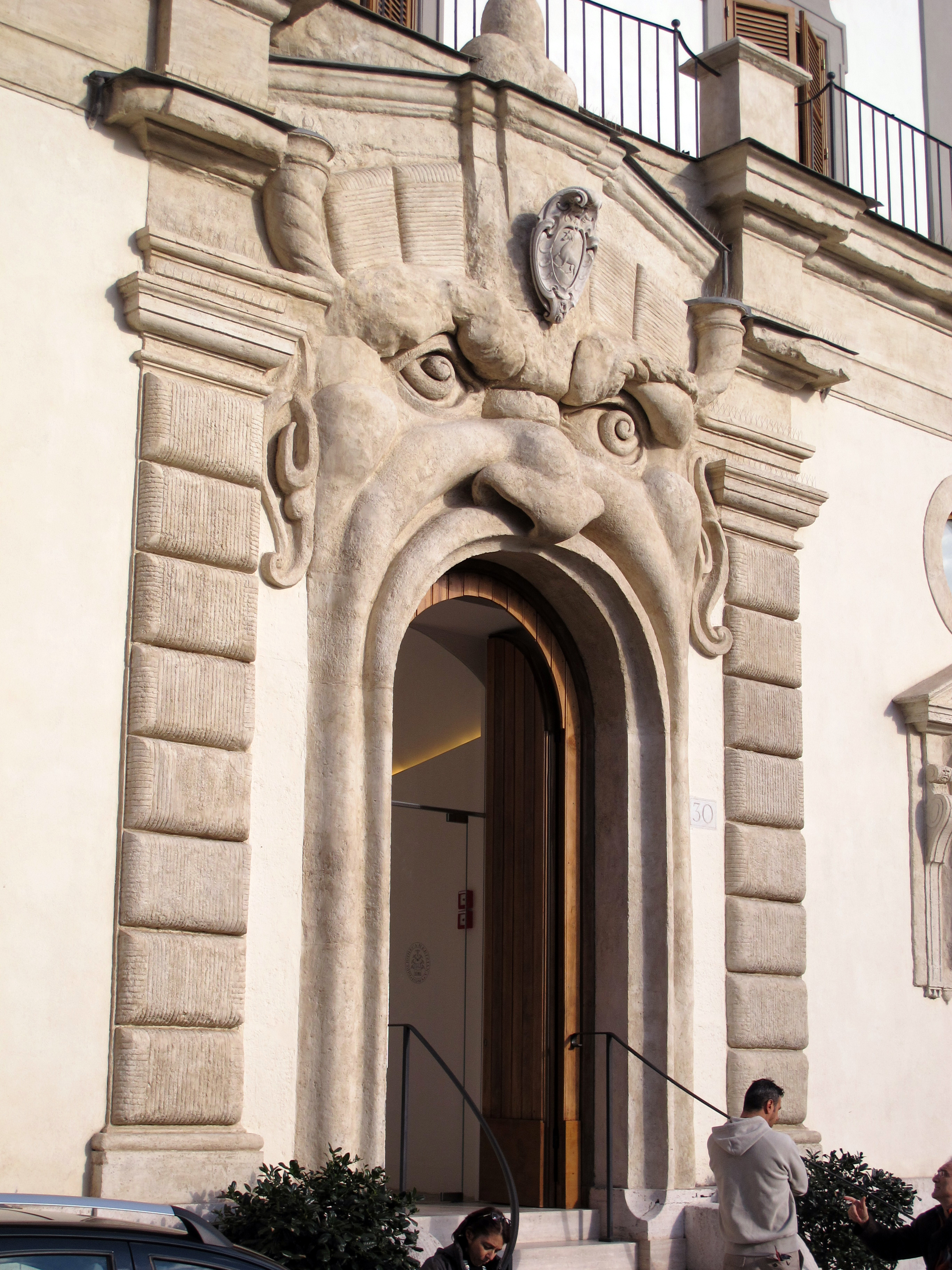
Porte d'entrée
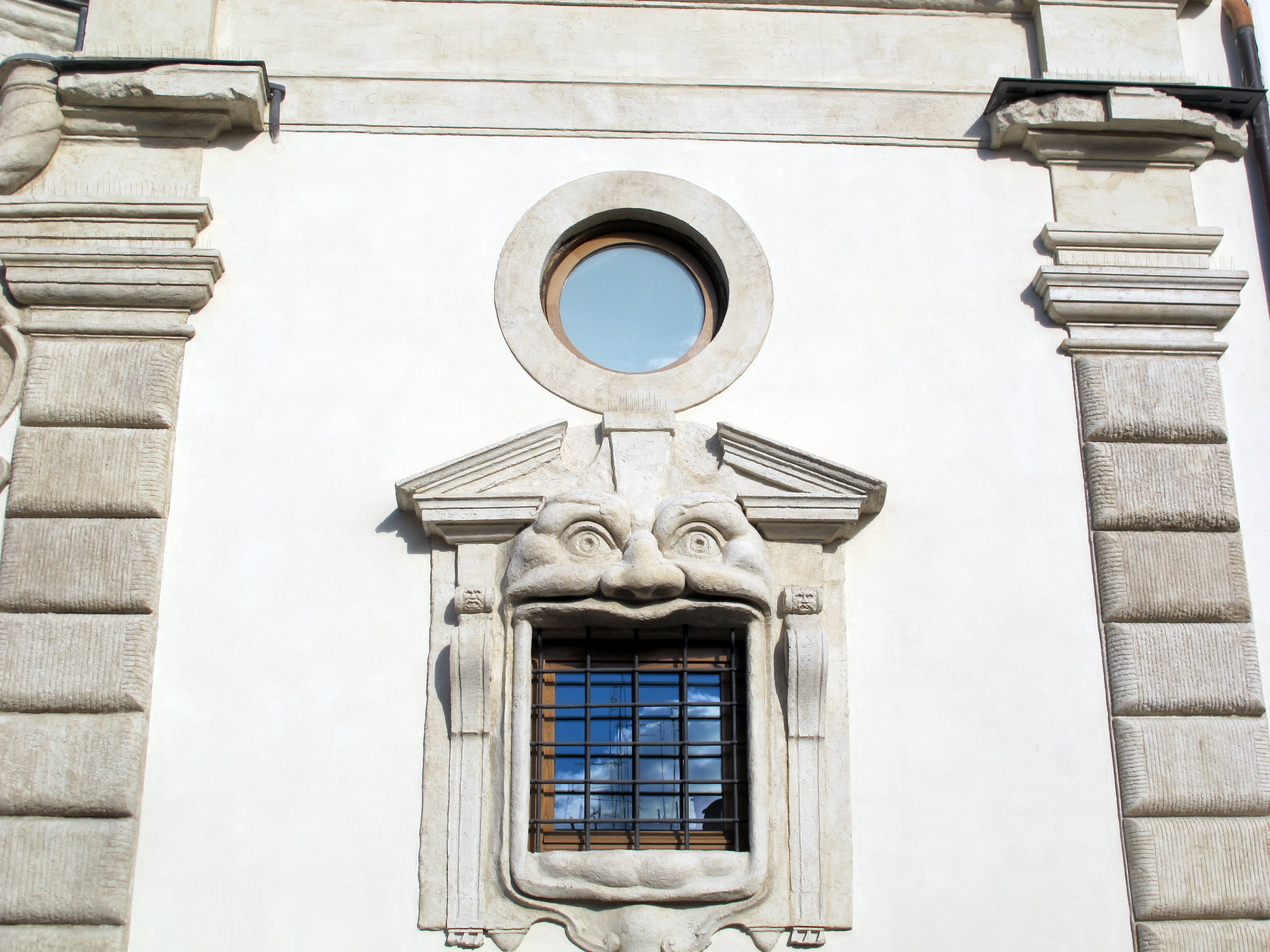
Fenêtre décorée
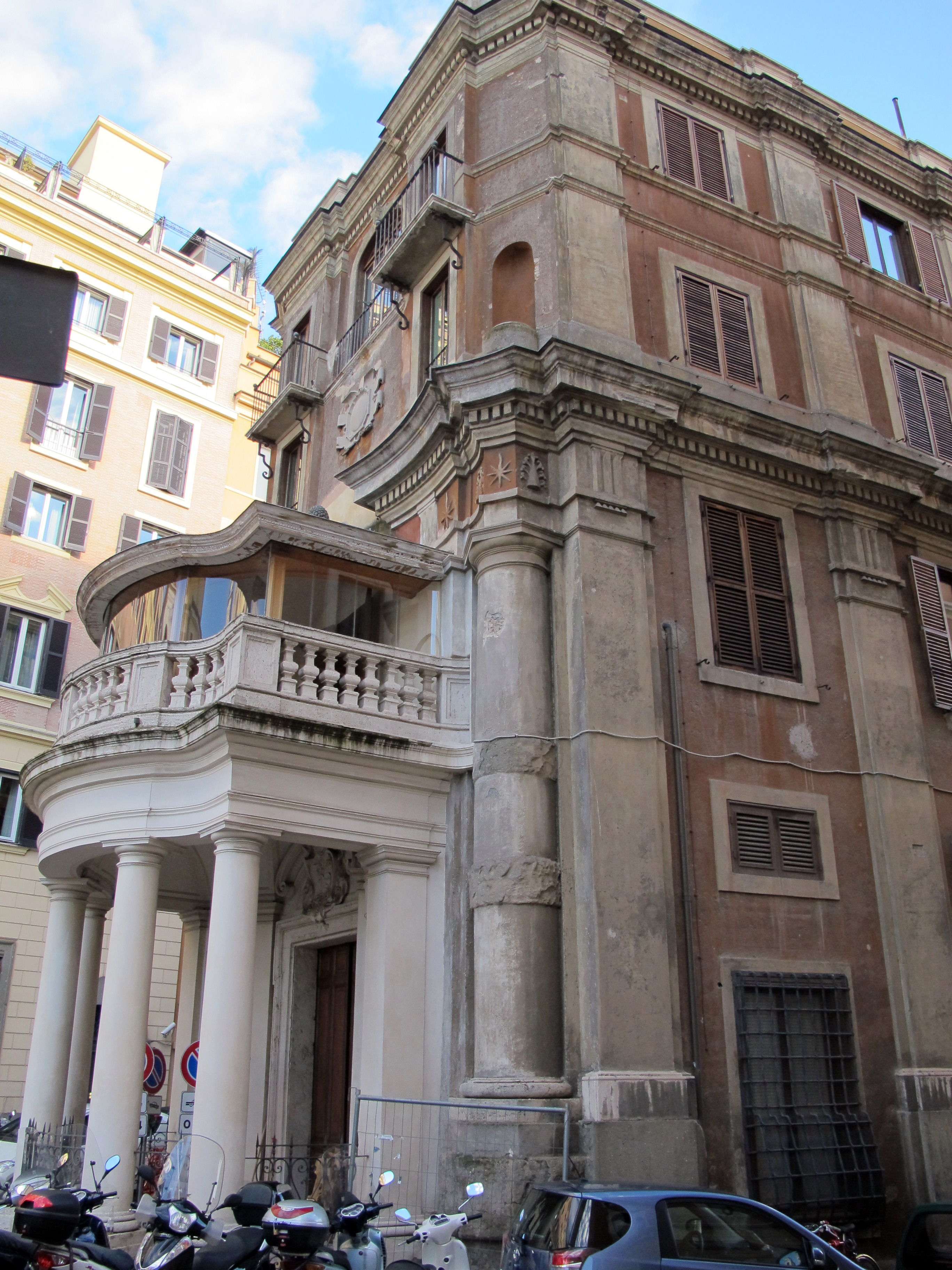
Détail de l'avancée baroque

## Référence de traduction
- (de) Cet article est partiellement ou en totalité issu de l’article de Wikipédia en allemand intitulé « Palazzo Zuccari » (voir la liste des auteurs).